# Miłość mojej młodości
Miłość mojej młodości (ang. Till Human Voices Wake Us) – australijski melodramat z 2002 roku w reżyserii Michaela Petroniego. Wyprodukowany został przez wytwórnię Paramount Pictures. Zdjęcia kręcono m.in. w Melbourne. Główne role zagrali Guy Pearce i Helena Bonham Carter.
Premiera filmu miała miejsce 12 września 2002 roku w Australii.

## Opis fabuły
Psycholog, doktor Sam Franks (Guy Pearce), wraca w rodzinne strony na pogrzeb ojca. W pociągu do Genoi, miasteczka w australijskim buszu, spotyka piękną dziewczynę. Ruby (Helena Bonham Carter) przypomina mu kogoś z jego przeszłości, kogoś ważnego, ale kto już nie żyje. Jako piętnastoletni chłopak był szaleńczo zakochany w Silvy Lewis (Brooke Harman), ale jego ukochana utonęła podczas kąpieli w rzece.

## Obsada
- Helena Bonham Carter jako Ruby
- Guy Pearce jako Sam Franks
- Frank Gallacher jako Maurie Lewis
- Peter Curtin jako doktor David Franks
- Dawn Klingberg jako pani Sarks
- Brooke Harman jako Silvy Lewis
- Anthony Martin jako Russ
- Lindley Joyner jako młody Sam Franks
- Bassem Abousaid jako student
- Margot Knight jako Dorothy Lewis
- David Ravenswood jako prawnik
- Diana Greentree jako pani Pickford[3]

i inni.